# تسویو
تسویو (به ژاپنی: 梅雨, tsuyu) به فصل بارندگی و ابری در طی ماه‌های مه و ژوئیه در کشورهای چین، تایوان، کره جنوبی و ژاپن گفته می‌شود. در هوکایدو و جزایر اوگاساوارا در ژاپن تسویو دیده نمی‌شود. این هنگام در ژاپن مصادف است به اواخر بهار و اوایل تابستان که پس از پایان آن گرمای شدید تابستان خود را نشان می‌دهد.